# Bond Street

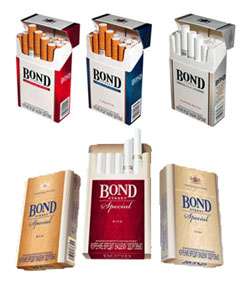
Куріння шкідливе для вашого здоров'я!

Bond Street — це популярний бренд тютюнових виробів, який входить до складу портфоліо міжнародної тютюнової компанії Japan Tobacco International.
Сигарети Bond Street відрізняються приємним смаком та ароматом, що поєднує в собі м'якість та насиченість. Крім того, вони мають досить доступну ціну, що робить їх популярним вибором серед курців.
Назва бренду "Bond Street" походить від однойменної вулиці в Лондоні, яка вважається символом елегантності та розкоші. Сигарети Bond Street доступні в різних варіантах упаковок, які можуть містити від 10 до 20 сигарет в кожній.
Як і інші тютюнові вироби, сигарети Bond Street містять нікотин та інші шкідливі речовини, тому їх споживання може впливати на здоров'я. Тому, якщо ви не курите, то краще уникати їх споживання.

## Історія
Вважається, що історія бренду сягає корінням у початок XX століття, коли засновник компанії Філіп Морріс отримав від самого Альберта I (короля Бельгії) почесний титул королівського продавця тютюнових виборів. Через те, що тютюнова лавка була розташована на вулиці елітних бутиків і магазинів Bond Street у лондонському районі Мейфер, назва вулиці й стала основою відомого логотипу (щоправда, у скороченому варіанті від Old Bond Street — саме з цією початковою назвою сигарети пройшли довгий і видатний період розвитку завоювання нових ринків збуту).
В середині 90-х років відбувся ребрендинг торгової марки — на полицях магазинів з'явився оновлений бренд Bond Street у твердій пачці зі свіжим дизайном. У 2006 році виробник презентував й преміумверсію Bond Street Special, яку у 2009 році було знято з виробництва.
Найменування марки сигарет «Бонд» асоціюється з відомим на весь світ «агентом 007» — супершпигуном Британської таємної служби Джеймсом Бондом (англ. James Bond), головним героєм легендарного шпигунського роману Яна Флемінга.
В середині минулого століття право власності на торговельну марку, доповнивши її декількома видами, здобули американці, — з того часу «Бонд» вважають «сигаретами зі США».
Дана марка недоступна у Великій Британії (?)

## Вигляд
Існують різні види вигляду пачки сигарет Bond — Синя з білим, червона з білим, біла, золотиста, та червона.